# Orgnano (Basiliano)
Orgnano (Orgnan in friulano) è una frazione (451 abitanti) del comune di Basiliano in provincia di Udine.

## Storia

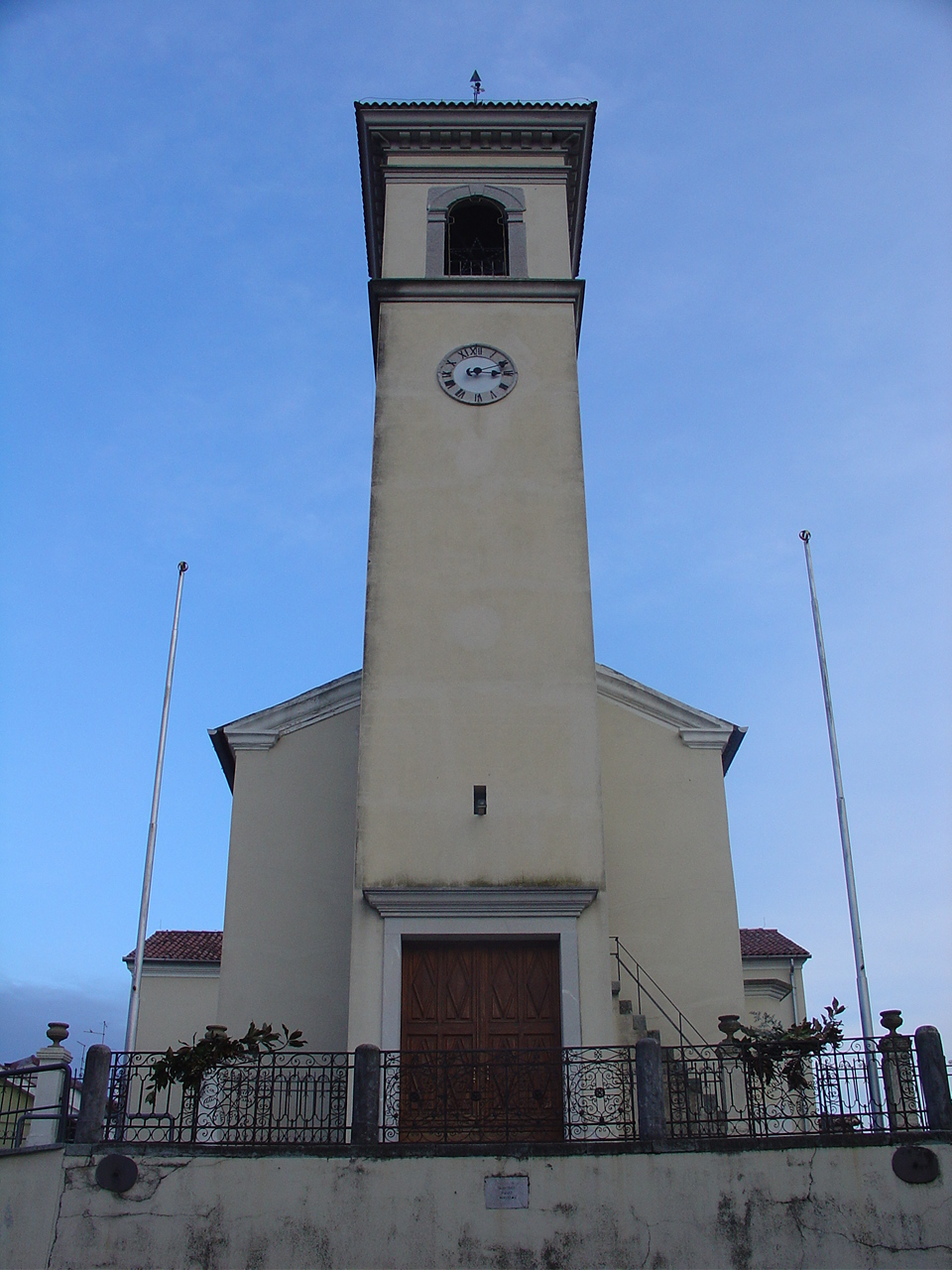
Campanile e chiesa parrocchiale di San Bartolomeo visti da sotto la Catarade.

L'origine di Orgnano risale ai tempi dell'antica Roma, come parte dell'entroterra della città di Aquileia.
Il nome potrebbe derivare dal presunto fondatore e proprietario del terreno (praedium), Ornius Aurenius, patrizio di Aquileia, che qui eresse una villa e la cui famiglia costruì in seguito una fortificazione (castrum) di cui rimangono alcuni resti sotto l'attuale chiesa parrocchiale.
La fortificazione venne distrutta tra il V e il VI secolo, durante l'invasione del Friuli da parte degli slavi. In seguito il territorio subì, tra l'899 e il 952, diverse ondate di invasioni da parte degli ungari.  
Le tracce documentali dell'esistenza di Orgnano riprendono nel 1222, quando in un documento conservato presso l'archivio di Stato di Udine si trova citato il nome Rodolfo di Orgnani mentre un successivo documento del 1300 cita la Villa di Orgnano.
Nel 1411 il centro abitato di Orgnano venne distrutto e incendiato dalle truppe ungare sotto il comando dell'imperatore Sigismondo di Lussemburgo.
Nel 1420 Orgnano entrò a far parte del territorio della Repubblica di Venezia che ne mantenne il controllo diretto fino al 1707, anno in cui la Serenissima vendette la villa di Orgnano al conte Sebastiano Florio di Udine (il quale aveva acquistato anche Variano e Santo Stefano Udinese ed aveva ottenuto il titolo comitale). Con la caduta di Venezia nel 1797 anche il feudo Florio decadde ed il paese seguì le sorti della geopolitica del tempo, grazie al Trattato di Campoformio Orgnano passava sotto il controllo imperiale e vi rimase fino al 1805.
Durante il dominio napoleonico (1805 - 1814) Orgnano fu dapprima comune autonomo, poi aggregato a Bressa e Campoformido ed infine - dal 1811 - fu unito al comune di Pasian Schiavonesco su richiesta del potente Giuseppe Greatti (intellettuale ed amico personale di Bonaparte). 
Dal 1814 al 1866 passò sotto il dominio asburgico, periodo caratterizzato da siccità, epidemie di colera e tifo, ruberie da parte di briganti. Ma vennero realizzati anche notevoli migliorie per il miglioramento delle infrastrutture come, ad esempio, la costruzione del nuovo cimitero in località Ancone (inaugurato nel gennaio 1859).
Anche ad Orgnano nel 1866 dopo la Terza guerra di indipendenza arrivarono gli Italiani ed il paese entrò a far parte del Regno d'Italia come frazione del comune di Pasian Schiavonesco
Orgnano si segnala anche per essere l'unico paese del Medio Friuli in cui venne demolito un edificio sacro a seguito dei danni del terremoto del 1976. La vittima fu l'antichissimo campanile che risultò talmente danneggiato da essere ritenuto pericolante. Il campanile - edificato ben prima dell'anno 1000 - aveva subito l'installazione della cella campanaria nel 1791, processo che mutò radicalmente l'assetto statico della struttura. Danneggiato anche da successivi eventi climatici e dichiarato a rischio già nel 1903 (un'apposita ordinanza municipale proibiva l'utilizzo delle campane a seguito delle preoccupanti crepe sul lato nord), il 6 maggio 1976 il tôr subì il colpo fatale. Venne demolito e ricostruito - identico all'antico ma 3 metri più basso - tra il 1978 e il 1983.

## Società

### Istituzioni, enti e associazioni
- Associazione Nazionale Alpini (A.N.A.) - Sezione di Udine - Gruppo di Orgnano
- Corale Parrocchiale
- Polisportiva Orgnano Associazione Dilettantistica
- Pro loco Borgo rurale di Orgnano

## Manifestazioni/Eventi

### Giugno
- Festa dello sport

### Agosto
- Sagra di San Bartolomeo

### Settembre
- Festa del Sacro Cuore di Gesù (ogni 5 anni a partire dal 1926, la quarta domenica)

### Ottobre
- Trofeo di pattinaggio artistico "Roberta Borghini"

### Dicembre
- Mercatino di Natale (la seconda domenica)